# 戈兰·斯特瓦诺维奇
戈兰·斯特瓦诺维奇（1966年11月27日—），是一名塞尔维亚足球教练。

## 球员生涯
斯特瓦诺维奇在南斯拉夫豪门贝尔格莱德游击队开始职业足球生涯，1991年离开南斯拉夫，加盟西班牙足球甲级联赛球队奥萨苏纳。1993年前往葡萄牙，先后效力于法伦斯、塞图巴尔维多利亚、坎普马约尔和马德拉联合。1997年加盟希腊球队韦里亚，之后在彭内勒斯尼亚科斯退役。

## 教练生涯
2001年，斯特瓦诺维奇成为南斯拉夫球队库卡瑞奇斯坦科姆的主教练，很快他就离队执教泽莱兹尼克。
2003年，他接受伊利亚·佩特科维奇的邀请，担任塞爾維亞和黑山國家足球隊的助理教练，并帮助球队进入2006年世界杯足球赛决赛圈。但在世界杯小组赛三战皆负，特别是小组赛第二次0比6惨败于阿根廷。他跟随佩特科维奇离开国家队。
2007年，他回到贝尔格莱德游击队，成为约卡诺维奇的助教。2009年，他接任约卡诺维奇成为球队的新任主教练。2010年4月15日，他因球队在塞尔维亚杯半决赛被淘汰而引咎辞职。
2011年1月，他成为加纳国家队的新任主教练。加纳在2012年非洲国家杯半决赛被赞比亚所淘汰，加纳足球协会在经过一个月的讨论后，最终决定解除他主教练的职务。
2013年6月6日，斯特瓦诺维奇成为球员时代效力过的希腊球队韦里亚主教练。2013年8月27日，他突然宣布辞去球队主教练一职。
2013年9月5日，中国足球超级联赛球队青岛中能宣布斯特瓦诺维奇成为球队的新任主教练。2013年11月3日，青岛中能客场0-1负于北京国安，由于保级对手长春亚泰赢球，青岛中能因此降级，由于未能率队完成保级任务，斯特瓦诺维奇的合同自动解除。